# Södra Sundvattnet
Södra Sundvattnet är en sjö i Årjängs kommun i Värmland och ingår i Göta älvs huvudavrinningsområde.